# Charles Palliser
Charles Palliser (Boston, US, 11 december 1947) is een Amerikaanse schrijver die sedert zijn derde levensjaar in Groot-Brittannië woont. Hij studeerde anglistiek aan de universiteit van Oxford. Van 1974 tot 1990 was hij docent aan het departement Engels van de universiteit van Strathclyde in Glasgow. In de jaren 70 en 80 doceerde hij literatuurcursussen aan de Rutgers-universiteit in New Jersey. In deze periode werkte hij aan zijn debuut: The Quincunx. 
Toen het boek werd uitgegeven in 1989, was het een vrij groot succes. Het boek, dat qua sfeer en schrijfstijl erg bij Charles Dickens aanleunt, kreeg erg goede kritieken. Het werd bekroond met de Sue Kaufman Prize for First Fiction 1991 van de American Academy of Arts and Letters als beste debuutroman. Palliser gaf zijn universitaire baan op en werd voltijds schrijver.
In 1991 kwam zijn tweede boek uit, The Sensationist, dat minder goede kritieken kreeg. Betrayals (1993) en The Unburied (Dolende Geesten, 1999) waren echter weer schoten in de roos. Meer dan tien jaar na The Unburied verscheen Pallisers volgende boek, Rustication (2013), net als The Unburied een victoriaans moordverhaal.

## Werken
Romans:
- The Quincunx (1989; 1990 in de Verenigde Staten)
- The Sensationist (1991)
- Betrayals (1993)
- The Unburied (1999)
- Rustication (2013)

- Bibsys: 2027452
- Biblioteca Nacional de España: XX892426
- Bibliothèque nationale de France: cb122887516 (data)
- CiNii: DA07522128
- Gemeinsame Normdatei: 1151479225
- International Standard Name Identifier: 0000 0001 0802 6115
- Library of Congress Control Number: n94067525
- Bibliotheek van het Japanse parlement: 00674977
- Nationale Bibliotheek van Tsjechië: xx0027662
- Nationale bibliotheek van Australië: 35412053
- Nationale Bibliotheek van Israël: 987007439410305171
- Nationale Bibliotheek van Polen: a0000001632910
- Nationale en Universitaire bibliotheek Zagreb: 000387829
- Nederlandse Thesaurus van Auteursnamen: 074727036
- SNAC: w60p8vzn
- Système universitaire de documentation: 031724922
- Trove: 943412
- Virtual International Authority File: 85471917
- WorldCat: E39PBJvd8DYgDfrCy98FYppF8C